# Battleship Promontory
Battleship Promontory är en udde i Antarktis. Den ligger i Östantarktis. Nya Zeeland gör anspråk på området.
Terrängen inåt land är kuperad norrut, men söderut är den bergig. Terrängen runt Battleship Promontory sluttar österut. Trakten är obefolkad. Det finns inga samhällen i närheten. 